# Зайсанский район
Зайса́нский район (каз. Зайсан ауданы) — район на юго-востоке Восточно-Казахстанской области в Казахстане. Административный центр района — город Зайсан.

## География
Зайсанский район занимает юго-восточную часть территории области. На западе район граничит с Тарбагатайским районом, на севере — с Куршимским районом (граница проходит по Чёрному Иртышу и озеру Зайсан), юге и востоке — с Синьцзян-Уйгурским автономным районом Китая.
Большая часть района расположена в Зайсанской и Шиликтинской впадинах, которые представляют собой обширный межгорный прогиб. Менее половины территории района носит горный характер. Горы тянутся в широтном направлении, занимая всю южную часть района и представлены хребтами Саур и Манырак. Хребет Саур расположен в юго-восточной части территории района. Высшие точки Саурского хребта, горы Музтау («ледяная гора»), достигают 3500—3816 м, с которых спускаются небольшие ледники. По направлению к северо-западу высоты постепенно снижается до 1500—1800 м.
Климат района — резко континентальный с большими суточными амплитудами температуры воздуха. По климатическим условиям территория района относится к пустынно-степной сухой и альпийской тундрово-луговой зонам. Лето сухое и жаркое, зима малоснежная и суровая. Среднегодовое количество осадков — 281 мм. Среднегодовая температура воздуха — −4 °С. Абсолютный минимум температуры приходится на январь — −50 °С, абсолютный минимум на июль — 46 °С. Продолжительность безморозного периода — 130—150 дней. Снежный покров устанавливается во второй половине ноября, сходится в первых числах апреля. Средняя высота снежного покрова к концу зимы достигает 20—30 см, с колебанием в отдельные годы от 5 до 40 см.

## История
Зайсанский район в составе Семипалатинского округа образован 17 января 1928 года из Сталинской, частей Дарственной, Нор-Зайсанской, Тарбагатайской волостей Зайсанского уезда (Утверждено ВЦИК 3 сентября 1928 года).
17 декабря 1930 года окружное деление в Казакской АССР ликвидировано, все районы переданы в прямое подчинение республиканским властям.
10 марта 1932 года район вошёл в состав Восточно-Казакской (с 31 января 1935 года — Восточно-Казакстанской, с 1936 года — Восточно-Казахстанской) области.
16 октября 1939 года в состав вновь образованного Маркакольского района переданы 6 сельсоветов.
25 октября 1957 года в состав района передана территория упразднённого Тарбагатайского района.
11 июня 1959 года Тарбагатайский район восстановлен.
2 января 1963 года на базе Зайсанского и Тарбагатайского районов образован Зайсанский сельский район.
31 декабря 1964 года Тарбагатайский район восстановлен.

## Население
Национальный состав (на начало 2019 года):
- казахи — 36 004 чел. (97,36 %)
- русские — 713 чел. (1,93 %)
- татары — 159 чел. (0,43 %)
- уйгуры — 50 чел. (0,14 %)
- узбеки — 30 чел. (0,08 %)
- другие — 23 чел. (0,06 %)
- Всего — 36 979 чел. (100,00 %)

## Административно-территориальное деление
В состав района входят 1 городская администрация и 8 сельских округов, в которых находится 36 сельских населённых пунктов:
| Сельский округ/город               | Населённые пункты                                                                       |
| Айнабулакский сельский округ       | село Айнабулак, село Кайнар, село Жанатурмыс, село Шыршысу, село Сарытумсык, село Талды |
| Биржанский сельский округ          | село Биржан, село Куаныш, село Акарал                                                   |
| Даировский сельский округ          | село Дайыр, село Кокжыра, село Жамбыл                                                   |
| Зайсанская городская администрация | город Зайсан                                                                            |
| Карабулакский сельский округ       | село Карабулак, село Мукашы, село Сатбай, село Дауал                                    |
| Каратальский сельский округ        | село Каратал, село Улкен Каратал, село Кабыргатал, село Коскора, село Жинишкесу         |
| Кенсайский сельский округ          | село Кенсай, село Жарсу, село Бакасу, село Сарыжыра, село Сарыши                        |
| Сарытерекский сельский округ       | село Сарытерек, село Когедай, село Шалкар, село Аккайын, село Жанабаз                   |
| Шиликтинский сельский округ        | село Шиликты, село Жалшы, село Тасбастау, село Карасай, село Какенталды                 |

## Главы
1. Зайнулдин Серик Зинабекович (2010—2013);
2. Касымжанов, Темирбек Жумакулович 20 Июня 2016 — ?
3. Актанов Серик Касымбекович (04.2019-02.2020)
4. Зайнулдин Серик Зинабекович (с 02.2020)